# Hokkaidornis abashiriensis
Hokkaidornis abashiriensis — викопний вид сулоподібних птахів вимерлої родини Plotopteridae. Існував в пізньому олігоцені на узбережжі Східної Азії. Рештки птаха виявлені в олігоценових відкладеннях формації Токоро неподалік міста Абасірі на острові Хоккайдо в Японії. Родова та видова назви Hokkaidornis abashiriensis вказують на типове місцезнаходження виду (місто Абасірі на острові Хоккайдо).